# Maierhöfen
Maierhöfen – miejscowość i gmina w południowych Niemczech, w kraju związkowym Bawaria, w rejencji Szwabia, w regionie Allgäu, w powiecie Lindau (Bodensee), wchodzi w skład wspólnoty administracyjnej Argental.

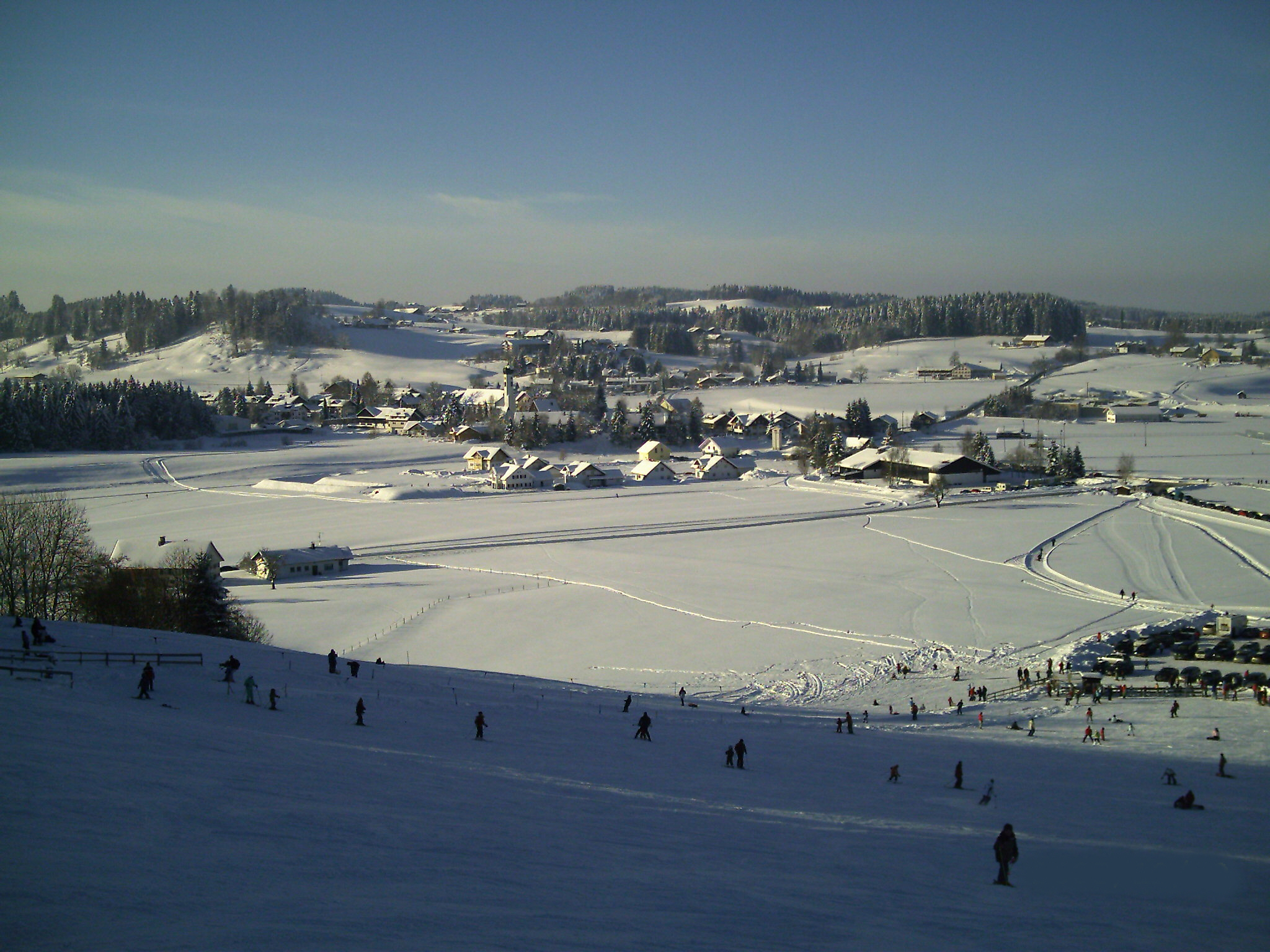
Maierhöfen zimą

## Geografia
Gmina leży w Allgäu, nad rzeką Obere Argen, około 30 km na północny wschód od Lindau (Bodensee). Graniczy z następującymi gminami: na północy Isny im Allgäu (Badenia-Wirtembergia), na wschodzie powiat Oberallgäu, na południu Grünenbach i na zachodzie Gestratz.

## Demografia
| Data | Liczba ludności |
| ---- | --------------- |
| 1970 | 1 133           |
| 1987 | 1 306           |
| 1992 | 1 487           |
| 1993 | 1 513           |
| 1994 | 1 528           |
| 1995 | 1 546           |
| 1996 | 1 582           |
| 1997 | 1 586           |
| 1998 | 1 601           |
| 1999 | 1 572           |
| 2000 | 1 559           |
| 2001 | 1 578           |
| 2002 | 1 587           |
| 2003 | 1 617           |
| 2004 | 1 622           |
| 2005 | 1 613           |
| 2006 | 1 599           |
| 2007 | 1 610           |

## Historia
Maierhöfen było częścią austriackiego państwa Bregencja-Hohenegg. Od czasu zawarcia traktatu pokojowego z Brna i Bratysławy w 1805 miejscowość należy do Bawarii.

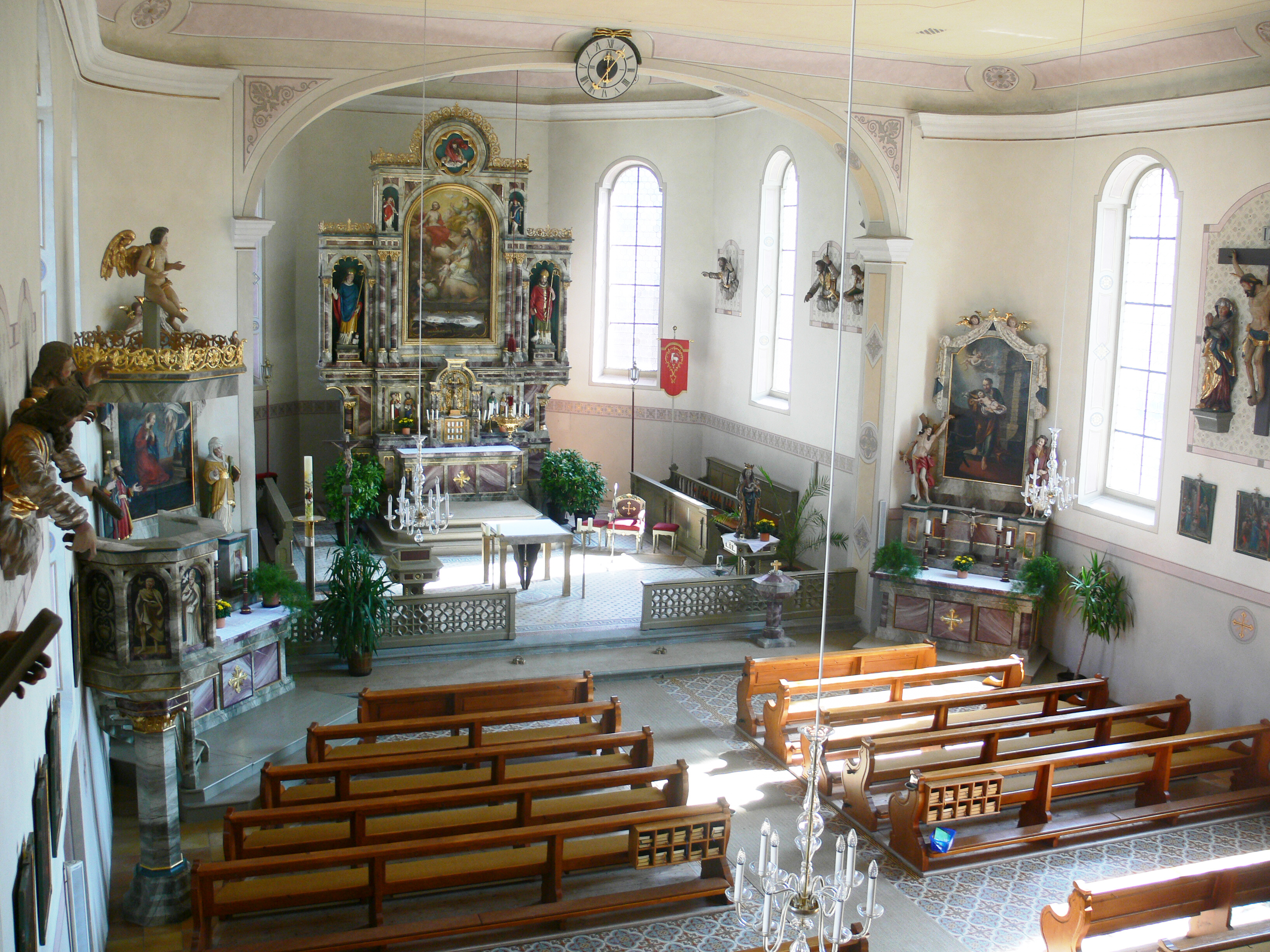
Wnętrze kościoła św. Gebharda (St. Gebhard)

## Zabytki i atrakcje
- Kościół pw. św. Gebharda (St. Gebhard)
- wąwóz Eistobel nad rzeką Obere Argen
- wyciągi narciarskie na Flucken i Iberg
- Kaplica pw. św. Anny (St. Anna)

## Polityka
Wójtem jest Martin Schwarz. Rada gminy składa się z 12 członków i wójta jako przewodniczącego.
|      | Wählergemeinschaft | Razem |
| 2008 | 12                 | 12    |

## Oświata
W gminie znajduje się:
- szkoła podstawowa Schulstelle Maierhöfen
- przedszkole St. Gebhard

## Osoby

### urodzone w Maierhöfen
- Leo Hiemer (ur. 1954), producent filmowy i reżyser, urodzony w Maierhöfen

### związane z gminą
- René Giessen (ur. 1944), muzyk, mieszka w Maierhöfen